# Quintus Cornificius
Quintus Cornificius, né aux alentours de 75 av.JC., est un romain de la période républicaine, sénateur de la gens plébéenne Cornificia. Général, gouverneur d'Afrique proconsulaire, orateur et poète, il exerça aussi la charge d'Augure.

## Gens des Cornificii

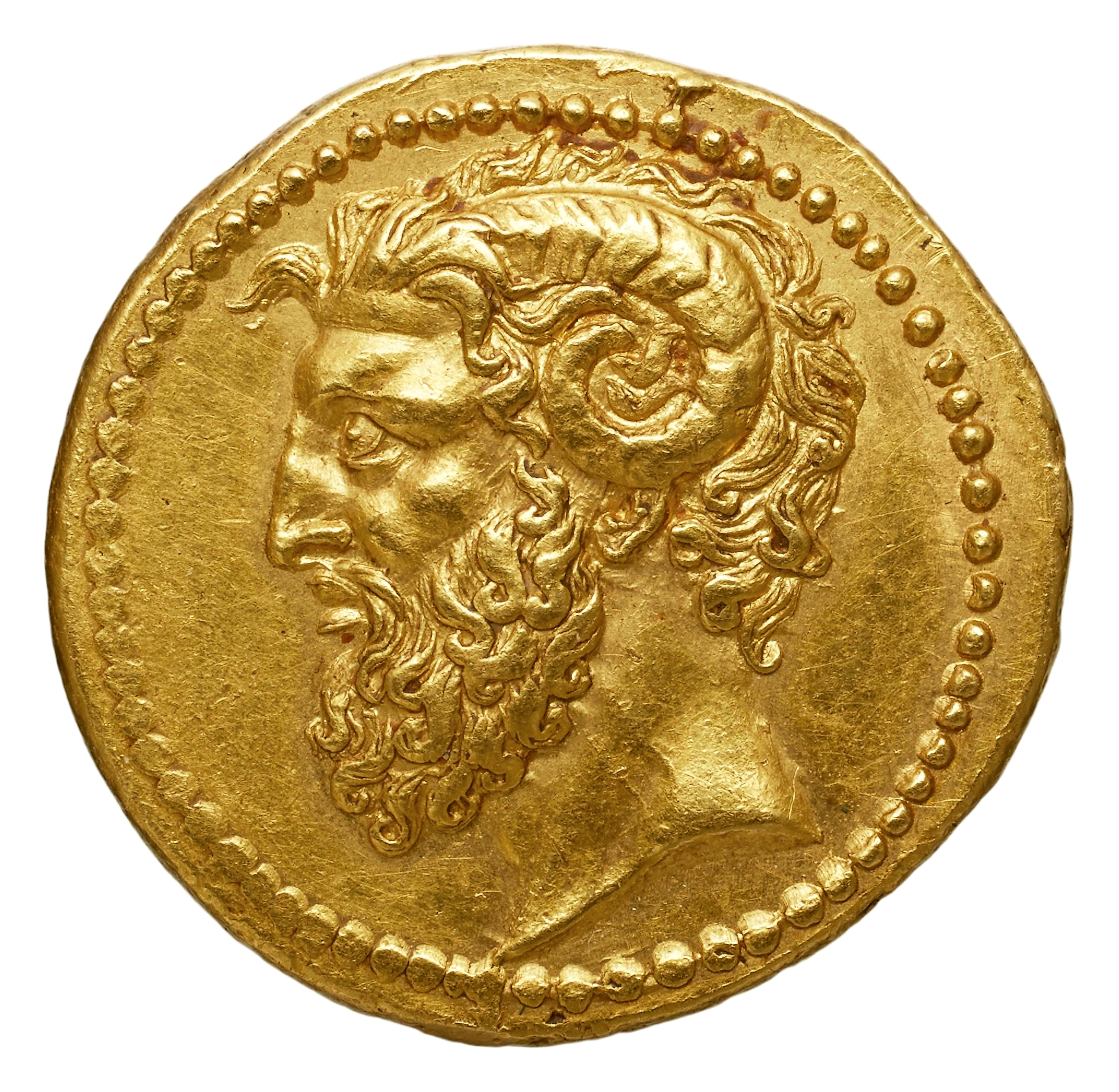

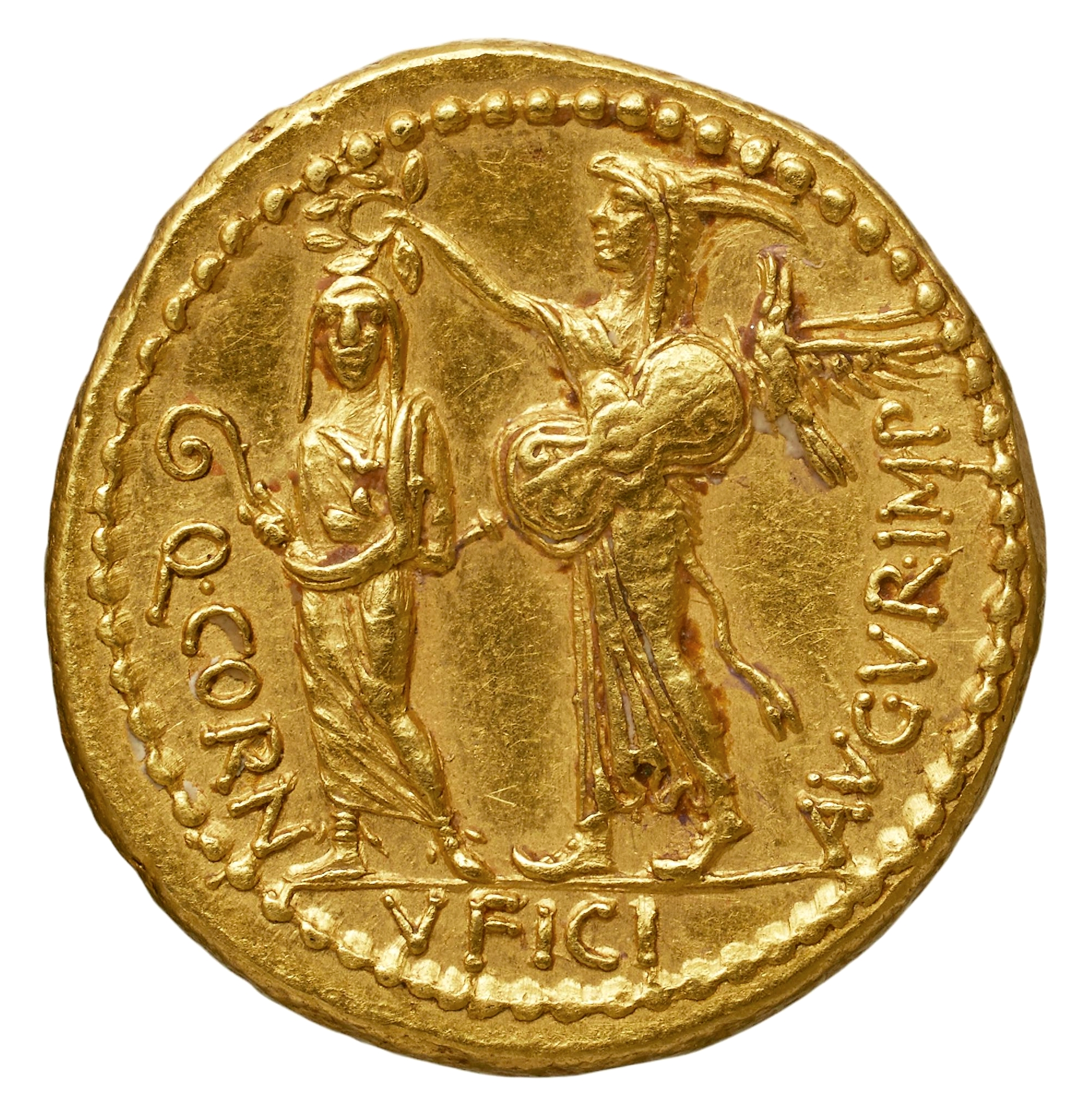
Aureus frappé en 42 av.JC. - Avers : Tête de Jupiter Ammon - Revers : Quintus Cornificius en robe d'augure couronné par Juno Sospita.

Les Cornificii auraient comme origine la région de Rhegium. C'est Quintus Cornificius (l'ancien) qui élève le niveau social de la gens en devenant préteur à Rome en 66 av.JC. Son fils, Quintus, occupe ensuite plusieurs très hautes fonctions. Homme de lettres, il entretient des amitiés avec de hauts notables et frappe monnaie.
Autres membres notables :
- Cornificia, célèbre poétesse, probablement la sœur de Quintus.
- Lucius Cornificius, un des accusateurs de Milo après la mort de Clodius[2].
- Publius Cornificius, sénateur mentionné par Asconius, il est peut-être le fils du précédnt ou confondu avec lui[3].
- Lucius Cornificius, sénateur en 35 av.JC. Il accuse Marcus Junius Brutus du meurtre de Jules César, et devient ensuite général d'Auguste.

## Biographie
il naît à une date indéterminée aux alentours de 75 av.JC. dans une famille plébéienne. Son père, portant le même nom, a été l'un des juges du procès contre Verres en 70 av. J.-C. Il est probablement devenu préteur en 66 av.JC. Il devient un ami du grand orateur Cicéron et l'assiste dans la répression de la conjuration de Catillina. Il a été décrit par le grammairien romain Asconius Pedianus comme un « Vir sobrius ac sanctus ». Son fils, Quintus, a donc été élevé dans un environnement sénatorial et lettré, il est pris en amitié dès lors par Cicéron.
Quintus fils est donc un intellectuel très cultivé, un ami de Catulle, dont Ovide se souviendra plus tard en tant que poète. Il avait une sœur, nommée Cornificia qui était une poétesse populaire et une auteure d'épigrammes (maintenant perdus). Une inscription en leur honneur est connue (CIL VI, 1300a). Les premières informations précises sur Quintus remontent à 50 av.JC. quand il a été cité comme fiancé de la fille d'Aurelia Orestilla, la belle mais dévergondée fille de la veuve de Catilina.

En 48 av.JC., il devint questeur sous le deuxième consulat de Jules César qui, peu de temps avant la bataille de Pharsale, le 9 août, 48 av.JC., l'envoie en Illyrie, province dévastée par la guerre, pour commander deux légions (XXXI et XXXII). Cornificius conquiert rapidement diverses forteresses. Pharsalle est une défaite navale pour les partisans de Pompée, qui s'enfuient vers l'Illyrie, Cornificius réussit à les vaincre et s'empare de plusieurs navires, ces faits victorieux lui vaudront la reconnaissance de César. 

## Auteur
Il aurait écrit un epyllion intitullé Glaucus qui est aujourd'hui perdu.